# Ustna voda
Ústna vôda je vodna raztopina za uporabo na ustni sluznici, ki se je ne sme pogoltniti in se uporablja v kozmetične ali terapevtske namene.
Kozmetične ustne vode se uporabljajo za začasno izboljšanje daha in boljši okus v ustih ter čiščenje in ohranjanje dobrega stanja ustne votline. Terapevtske ustne vode so pogosto antiseptične raztopine z namenom zmanjšanja števila mikrobov v ustni votlini. Ustne vode ne morejo odstraniti že pritrjenih kolonij bakterij (zobnih plakov), lahko pa preprečijo njihovo ponovno naselitev. Terapevtske ustne vode lahko imajo tudi protibolečinsko, protivnetno ali protiglivno delovanje, lahko pa le nadomeščajo slino in s tem blažijo kserostomijo (suhost ust zaradi pomanjkanja sline).